# Anomius apollonius
Anomius apollonius är en skalbaggsart som beskrevs av Rudolph Petrovitz 1971. Anomius apollonius ingår i släktet Anomius och familjen Aphodiidae. Inga underarter finns listade i Catalogue of Life.